# 若生出版
若生出版株式会社（わこうしゅっぱん）は、東京都千代田区に本社を置く日本の出版社である。主に男性向けグラビア雑誌および成人向け漫画などを編集・発行している。

## 概要
- 設立：1977年1月
- 所在地：東京都千代田区神田淡路町一丁目15番3号

## 現在発行中の雑誌

### A4判
- ゲッチュ
- 絶対美人SECRET
- ゲッチュ増刊「人妻百花デラックス」
- ゲッチュ増刊「激撮！！リアル」

### 漫画単行本レーベル
- ワコーコミックス

## 過去に発行していた雑誌

### B5判
- ガチンコ
- カルビPOWER
- COMICび〜た
- プルメロ

### A4判
- Girl Friends
- TIME24
- TOPTEN MATE
- グラギャルDVD
- グラギャルDEEP
- Madonna HOUSE
- パシャ!

### 釣り雑誌
- ANGLER'S CREEK